# El Capricho
El Capricho är en ort i Mexiko.   Den ligger i kommunen Totutla och delstaten Veracruz, i den sydöstra delen av landet, 230 km öster om huvudstaden Mexico City. El Capricho ligger 1 389 meter över havet och antalet invånare är 129.
Terrängen runt El Capricho är kuperad. Runt El Capricho är det ganska tätbefolkat, med 248 invånare per kvadratkilometer. Närmaste större samhälle är Huatusco de Chicuellar, 7,0 km söder om El Capricho. I omgivningarna runt El Capricho växer i huvudsak städsegrön lövskog.